# Chiropterotriton cracens
Chiropterotriton cracens és una espècie d'amfibi urodel de la família Plethodontidae. És endèmica de Mèxic. El seu hàbitat natural són els boscos temperats.